# Thetarom
Testarea automată în România. 
Dezvoltarea plachetelor electronice și a circuitelor integrate tot mai complexe, produse în România în anii '80, a impus crearea mijloacelor de testare automată.
În anii 1978 - 1980 a fost proiectat și realizat la IPA (Institutul de Proiectare pentru automatizări) Filiala Cluj, sub conducerea prof.dr.ing. Marius Hanganut, primul echipament de testare automată dedicat plăcilor echipate cu circuite integrate digitale THETAROM FD 5010. Condus de un minicalculator de producție internă Felix MC-8, FD 5010 a fost primul produs de acest fel din țările din est și unul din primele din Europa. Echipamentul a fost prezentat la expozițiile de profil din Londra și Wisbade. Echipa de realizare a fost formată din specialiști de la IPA Filiala Cluj și Institutul Politehnic Cluj (ing. Antomescu Alexandru, ing. Barabas Domokos, ing. Letia Ioan, ing. Negru Olimpiu, ing. Patakfalvy Laszlo, ing. Stoian Ioan). În anul 1982, o variantă îmbunătățită THETAROM FD5050, a acestui echipament a fost livrată la combinatul EAW - Berlin RDG, pentru testarea automată a circuitelor integrate hibride. Echipamentul avea în compunere minicalculatorul FELIX MC80 cu periferie Rom Control Data, 256 pini de test digitali și aparatură analogică de măsură, interfațată pe bus IEC 625. Echipamentul avea implementat limbajul de programare pentru testare automată LITEST, dezvoltat de IPA ca subset al limbajului de test ATLAS - SUA. Între anii 1980 - 1989 au mai fost livrate 5 echipamente THETAROM la EAW - Berlin. Numeroase firme din industria electronică-automatizări din România au fost dotate cu variante ale acestor echipamente: Elecromagnetica, FEA, Automatica, Electrotehnica, IPRS din București și IEIA din Cluj.
În anii 1985 - 1989 familia Thetarom a fost completată cu seria FD5086, echipamentele destinate testării dinamice a plăcilor cu microprocesoare de 8 și 16 biți prin metoda "emulării în circuit" și "analizei de semnătură" multicanal. Echipamente de tip THETAROM FD 5086 au fost livrate în Polonia și în țară.
În 1987 - 1988 licența și "know-how"-ul aferent familiei THETAROM au fost furnizate unui mare institut de proiectare din Harbin - China.  
După 1991 din cauza lipsei comenzilor, activitatea de proiectare și realizare echipamente de testare automată a fost sistată. Un ultim echipament THETAROM a fost livrat unei fabrici din Nice - Franța.